# Lilltjärnen (Hotagens socken, Jämtland)
Lilltjärnen är en sjö i Krokoms kommun i Jämtland och ingår i Indalsälvens huvudavrinningsområde. Sjön har en area på 0,259 kvadratkilometer och ligger 389,3 meter över havet.

## Delavrinningsområde
Lilltjärnen ingår i det delavrinningsområde (710124-141316) som SMHI kallar för Utloppet av Lilltjärn. Medelhöjden är 464 meter över havet och ytan är 2,95 kvadratkilometer. Räknas de 3 avrinningsområdena uppströms in blir den ackumulerade arean 8,5 kvadratkilometer. Vattendraget som avvattnar avrinningsområdet har biflödesordning 5, vilket innebär att vattnet flödar genom totalt 5 vattendrag innan det når havet efter 312 kilometer. Avrinningsområdet består mestadels av skog (91 procent). Avrinningsområdet har 0,25 kvadratkilometer vattenytor vilket ger det en sjöprocent på 8,6 procent.